# Joseph-Félix de Gravier
Pour les articles homonymes, voir Gravier.
Joseph-Félix Gravier, né le 9 septembre 1687 à Marseille où il est mort le 11 mars 1747, est un avocat français, poète et l'un des fondateurs de l'Académie de Marseille.

## Biographie
Fils de l’antiquaire Laurent Gravier, son oncle, avocat aux conseils du roi, l’appela à Paris, pour diriger ses dernières études de jurisprudence. À la mort de cet oncle, Gravier se fit agréger au corps des avocats aux conseils royaux, mais il n’y resta que huit ans.
Revenu à Marseille en 1720, il s’inscrit au barreau de cette ville et plaida, avec succès, surtout pour les pauvres. À la formation de l’Académie de Marseille, en août 1726, Gravier s’empressa d’offrir son concours qui fut agréé. Il occupe à l'académie le fauteuil numéro 14. C'est à lui que revint l'honneur de lire, lors de la première séance de l'académie, le 23 avril 1727, les lettres patentes qui l'instituaient. Il ne donna qu’une seule lecture, un Parallèle entre Cujas et Barthole. Dans une circonstance, ses confrères avaient presque prononcé sur le prix qui devait être adjugé à une ode qui attaquait les mœurs. Il s’en alarma et fit part de ses notes et de sa critique à l’Académie, qui revint de ses premiers jugements et rejeta l’ode.
S’étant peu à peu détaché de l’Académie, Gravier demanda la vétérance en 1730. Ses confrères reconnurent bien vite que les motifs qui avaient fait agir cet homme de foi étaient de se livrer tout entier à la pratique des vertus chrétiennes, aux exercices austères de la religion et au soulagement des malheureux. Gravier prit, à cet égard, des résolutions changèrent totalement l’économie de son existence. Pendant quinze ans, il fit l’admiration de la cité phocéenne par la sainteté de ses mœurs et l’abnégation de ses œuvres. Il mourut pendant un carême dans lequel, malgré ses travaux incessants et de précoces infirmités, il avait tenu à se conformer aux rigueurs de l’ancienne discipline de l’Église.

## Sources
- Louis Toussaint Dassy, L’Académie de Marseille : ses origines, ses publications, ses archives, ses membres, t. 3, Marseille, Barlatier-Feissat, 1877, p. 85-6.
- Claude François Achard, Dictionnaire de la Provence et du Comté-Venaissin : Histoire des hommes illustres de la Provence, vol. 3, éd. J. Mossy, 1786, p. 381-382.
- Pierre-Augustin Guys, Marseille ancienne et moderne, éd. Veuve Duchesne, 1786, p. 68.
- Émile Perrier, Les bibliophiles et les collectionneurs provençaux anciens et modernes, éd. Berthelet, 1897, p. 222.